# Gerald Sibon
Gerald Sibon, född 19 april 1974, är en nederländsk före detta fotbollsspelare.
Sibon som spelar som anfallare gör sin andra sejour för Heerenveen. Han representerade även klubben mellan 2004 och 2006. Sibon har även ett förflutet i klubbar som AFC Ajax, PSV Eindhoven samt engelska Sheffield Wednesday.
Sibon ingick i Nederländernas spelartrupp vid olympiska sommarspelen 2008 där han spelade fyra matcher för Nederländerna.